# Muneville-le-Bingard
Muneville-le-Bingard est une commune française, située dans le département de la Manche en région Normandie, peuplée de 730 habitants.

## Géographie

### Localisation
Couvrant 1 981 hectares, le territoire de Muneville-le Bingard est le plus étendu du canton de Saint-Sauveur-Lendelin. Il est traversé par l'Ay.
| Pirou       | La Feuillie          | Millières, Vaudrimesnil |
| Geffosses   | Muneville-le-Bingard | La Ronde-Haye           |
| Montsurvent | Ancteville           | La Ronde-Haye           |

### Hydrographie
La commune est située dans le bassin Seine-Normandie. Elle est drainée par l'Ay, la Sèves, le Pont de la Reine, le canal 01 de la commune de la Feuillie, le cours d'eau 01 de la commune de la Feuillie, le cours d'eau 01 de la Croix Vaultier, le cours d'eau 01 de l'Isle, le cours d'eau 02 de la Cointerie, le fossé 01 de la Mare du Baquet et un autre petit cours d'eau,.
L'Ay, d'une longueur de 33 km, prend sa source dans la commune de La Vendelée et se jette  dans la havre de Saint-Germain-sur-Ay en limite de Saint-Germain-sur-Ay et de Créances, après avoir traversé neuf communes. Les caractéristiques hydrologiques de l'Ay sont données par la station hydrologique située sur la commune de Saint-Sauveur-Villages. Le débit moyen mensuel est de 0,158 m3/s. Le débit moyen journalier maximum est de 1,78 m3/s, atteint lors de la crue du 7 décembre 1992. Le débit instantané maximal est quant à lui de 2,87 m3/s, atteint le 26 janvier 1995.
La Sèves, d'une longueur de 33 km, prend sa source dans la commune  et se jette  dans la Douve en limite de Auvers et de Carentan-les-Marais, après avoir traversé 15 communes. 

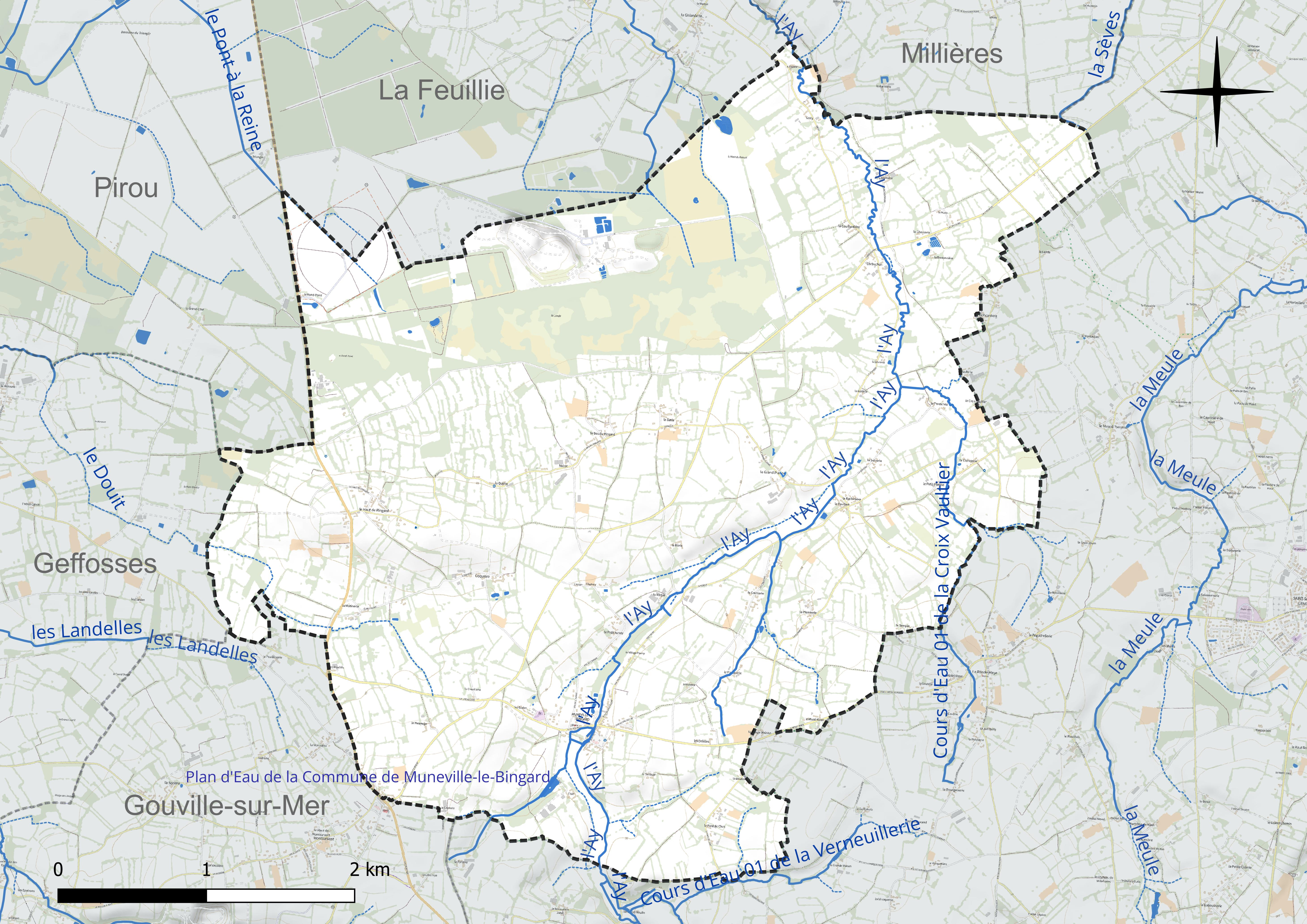
Réseau hydrographique de Muneville-le-Bingard.

Un plan d'eau complète le réseau hydrographique : le plan d'eau de la commune de Muneville-le-Bingard (0,7 ha),.

### Climat
Pour des articles plus généraux, voir Climat de la Normandie et Climat de la Manche.
En 2010, le climat de la commune est de type climat océanique franc, selon une étude du CNRS s'appuyant sur une série de données couvrant la période 1971-2000. En 2020, Météo-France publie une typologie des climats de la France métropolitaine dans laquelle la commune est exposée à un climat océanique et est dans la région climatique  Normandie (Cotentin, Orne), caractérisée par une pluviométrie relativement élevée (850 mm/a) et un été frais (15,5 °C) et venté.
Pour la période 1971-2000, la température annuelle moyenne est de 11 °C, avec une amplitude thermique annuelle de 11,3 °C. Le cumul annuel moyen de précipitations est de 1 069 mm, avec 14,9 jours de précipitations en janvier et 7,9 jours en juillet. Pour la période 1991-2020, la température moyenne annuelle observée sur la station météorologique la plus proche, située sur la commune de Gouville-sur-Mer à 8 km à vol d'oiseau, est de 12,2 °C et le cumul annuel moyen de précipitations est de 844,8 mm,. Pour l'avenir, les paramètres climatiques de la commune estimés pour 2050 selon différents scénarios d’émission de gaz à effet de serre sont consultables sur un site dédié publié par Météo-France en novembre 2022.

## Urbanisme

### Typologie
Au 1er janvier 2024, Muneville-le-Bingard est catégorisée commune rurale à habitat dispersé, selon la nouvelle grille communale de densité à sept niveaux définie par l'Insee en 2022.
Elle est située hors unité urbaine. Par ailleurs la commune fait partie de l'aire d'attraction de Coutances, dont elle est une commune de la couronne,. Cette aire, qui regroupe 37 communes, est catégorisée dans les aires de moins de 50 000 habitants,.

### Occupation des sols
L'occupation des sols de la commune, telle qu'elle ressort de la base de données européenne d’occupation biophysique des sols Corine Land Cover (CLC), est marquée par l'importance des territoires agricoles (86,5 % en 2018), en diminution par rapport à 1990 (89,8 %). La répartition détaillée en 2018 est la suivante : zones agricoles hétérogènes (41,1 %), prairies (34,4 %), terres arables (11 %), milieux à végétation arbustive et/ou herbacée (8 %), forêts (3,1 %), mines, décharges et chantiers (2,2 %), zones urbanisées (0,2 %). L'évolution de l’occupation des sols de la commune et de ses infrastructures peut être observée sur les différentes représentations cartographiques du territoire : la carte de Cassini (XVIIIe siècle), la carte d'état-major (1820-1866) et les cartes ou photos aériennes de l'IGN pour la période actuelle (1950 à aujourd'hui).

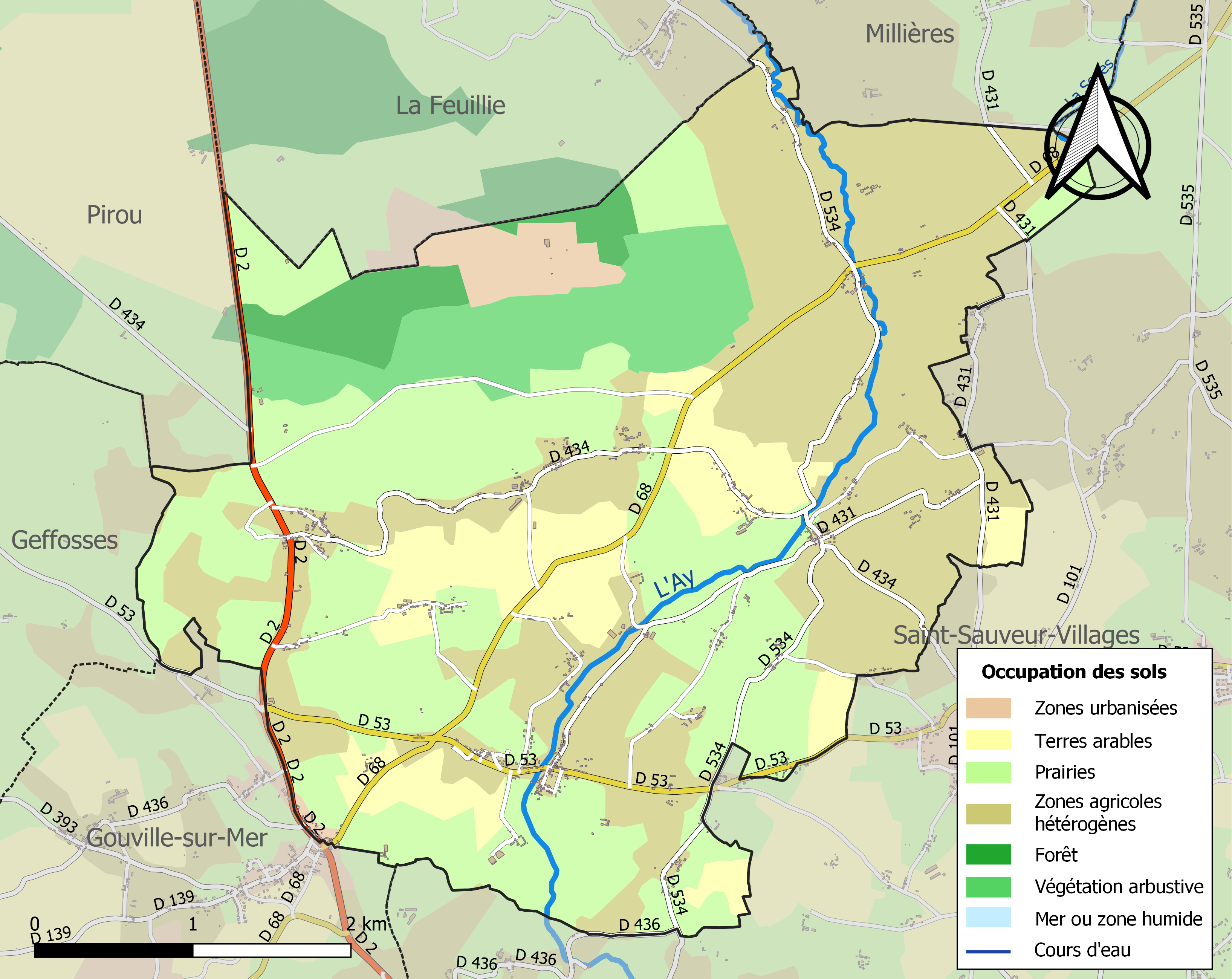
Carte des infrastructures et de l'occupation des sols de la commune en 2018 (CLC).

## Toponymie
Le nom de la localité est attesté sous les formes de Munevilla en 1146, Muevilla sans date.
L'affixe -le-Bingard est une hauteur qui domine la vaste lande de Lessay,.
Le gentilé est Munevillais.

## Histoire
Un Néel de Muneville figure sur la liste de Dives des compagnons de Guillaume le Conquérant.
Au XVIe siècle, la prébende de Muneville appartenait à Buchanan qui occupait la cathédrale de Coutances et fut célèbre à la suite de son ingratitude envers Marie Stuart.
Au XVIIe siècle, la paroisse a pour seigneur et patron Adrien Davy (1627-1680), dernier du nom, issu d'une branche du cardinal Davy du Perron, et qui portait les mêmes armes d'azur au chevron d'or accompagné de trois harpes. La seigneurie de Muneville a été la possession de la famille Davy qui étaient également seigneurs du Perron et de Virville à Saint-Aubin-du-Perron, de Boisroger, de Quettreville, d'Amfreville, de Guéhébert, de Feugères, de Montcuit, de Mary et de Saint-Malo-de-la-Lande.

## Politique et administration
| Période                                  | Période   | Identité        | Étiquette | Qualité                         |
| ---------------------------------------- | --------- | --------------- | --------- | ------------------------------- |
| 1995                                     | mars 2014 | Émile Leblond   | SE        | Major de gendarmerie (retraité) |
| mars 2014                                | En cours  | Hubert Robiolle | SE        | Major gendarmerie retraité      |
| Les données manquantes sont à compléter. |           |                 |           |                                 |

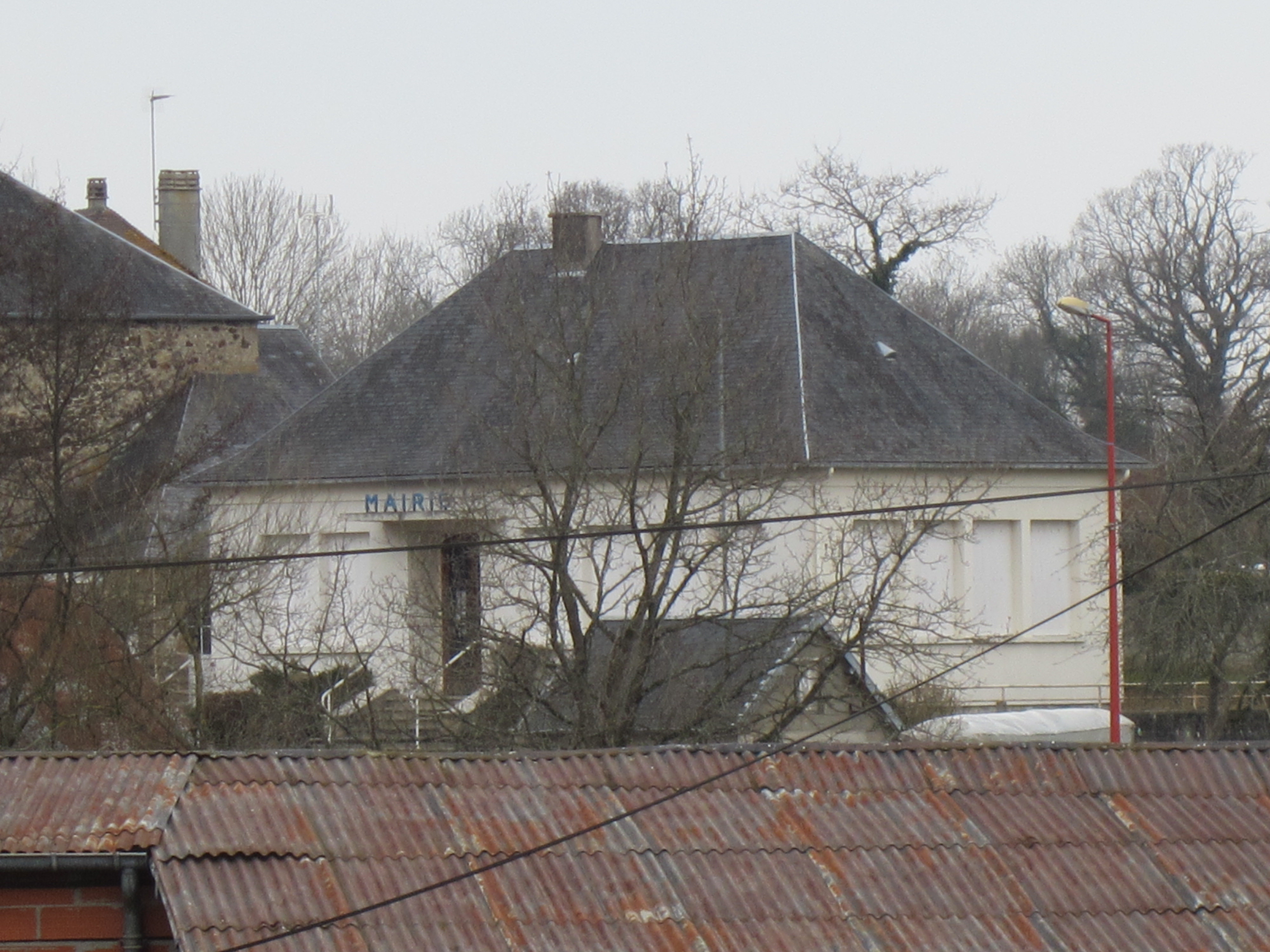
La mairie.

Le conseil municipal est composé de quinze membres dont le maire et deux adjoints.

## Démographie
L'évolution du nombre d'habitants est connue à travers les recensements de la population effectués dans la commune depuis 1793. Pour les communes de moins de 10 000 habitants, une enquête de recensement portant sur toute la population est réalisée tous les cinq ans, les populations de référence des années intermédiaires étant quant à elles estimées par interpolation ou extrapolation. Pour la commune, le premier recensement exhaustif entrant dans le cadre du nouveau dispositif a été réalisé en 2006.
En 2022, la commune comptait 730 habitants, en évolution de +6,1 % par rapport à 2016 (Manche : −0,31 %, France hors Mayotte : +2,11 %).
Muneville-le-Bingard a compté jusqu'à 1 889 habitants en 1821.
| 1793  | 1800  | 1806  | 1821  | 1831  | 1836  | 1841  | 1846  | 1851  |
| ----- | ----- | ----- | ----- | ----- | ----- | ----- | ----- | ----- |
| 1 503 | 1 587 | 1 620 | 1 889 | 1 502 | 1 503 | 1 525 | 1 404 | 1 396 |

| 1856  | 1861  | 1866  | 1872  | 1876  | 1881  | 1886  | 1891  | 1896 |
| ----- | ----- | ----- | ----- | ----- | ----- | ----- | ----- | ---- |
| 1 369 | 1 297 | 1 265 | 1 201 | 1 204 | 1 115 | 1 047 | 1 012 | 937  |

| 1901 | 1906 | 1911 | 1921 | 1926 | 1931 | 1936 | 1946 | 1954 |
| ---- | ---- | ---- | ---- | ---- | ---- | ---- | ---- | ---- |
| 928  | 893  | 854  | 779  | 801  | 818  | 782  | 803  | 813  |

| 1962 | 1968 | 1975 | 1982 | 1990 | 1999 | 2006 | 2011 | 2016 |
| ---- | ---- | ---- | ---- | ---- | ---- | ---- | ---- | ---- |
| 745  | 684  | 645  | 573  | 480  | 540  | 620  | 699  | 688  |

| 2021 | 2022 | - | - | - | - | - | - | - |
| ---- | ---- | - | - | - | - | - | - | - |
| 722  | 730  | - | - | - | - | - | - | - |

## Lieux et monuments

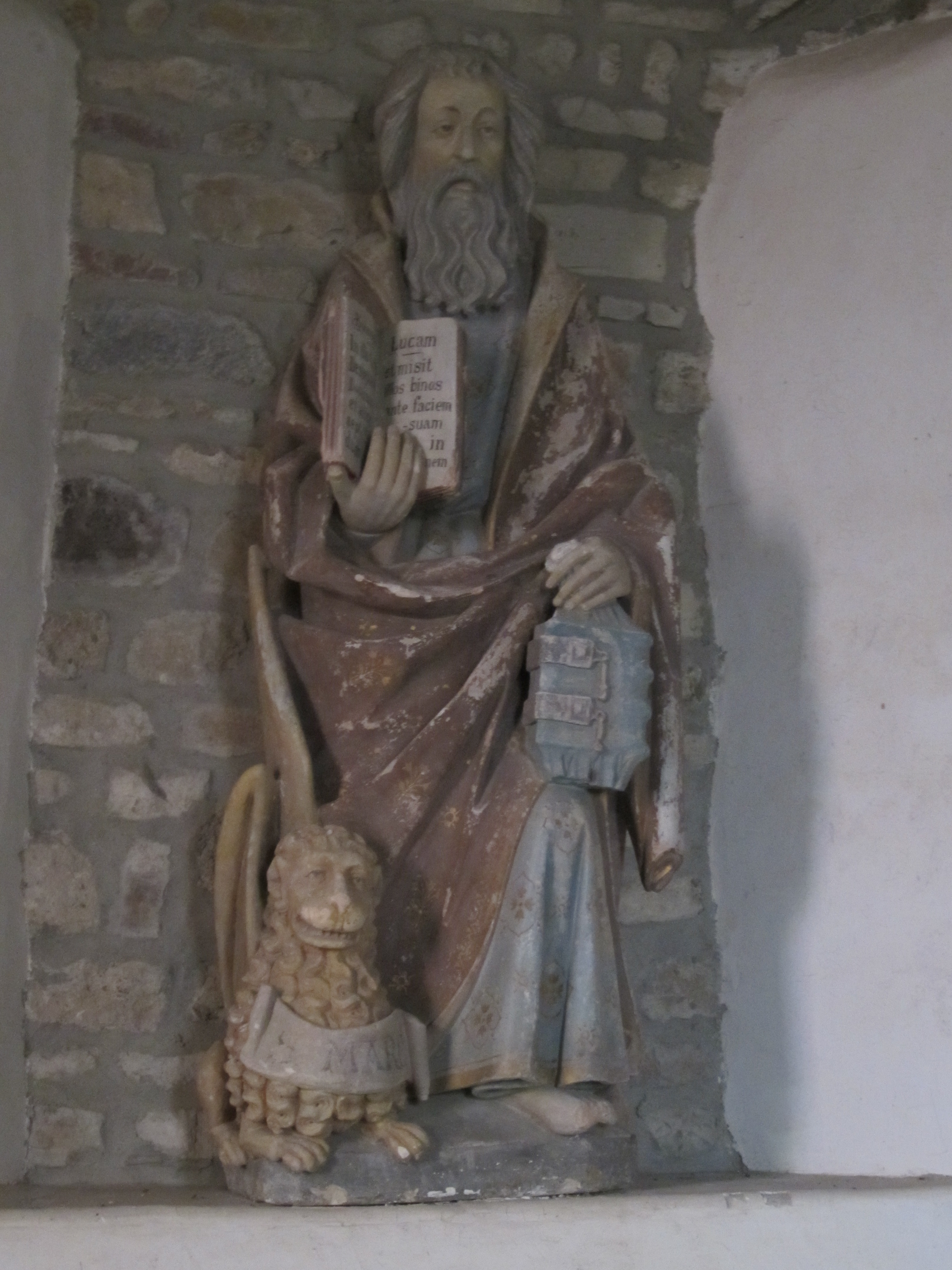
La statue de saint Marc.

- Église Saint-Pierre (XVe siècle) avec avant-porche. Elle abrite une Vierge à l'Enfant allaitant du XIVe siècle, un groupe sculpté (c. 1500) représentant saint Marc et des fonts baptismaux médiévaux, œuvres classées en 1926 au titre objet aux monuments historiques[38], ainsi qu'un maître-autel (XVIIe), un tableau l'Annonciation (XVIIIe), une verrière (XIXe) dont le troisième vitrail est consacré à Pierre-Adrien Toulorge. Saint Ortaire y est invoqué contre la goutte, l'arthrite et des rhumatismes, et les retards de la marche des enfants[29].
- Croix anciennes du cimetière.
- Ferme-manoir de l'Isle, possession de la famille Toulorge-Tulliez depuis le XVIIe siècle[29].
- Ancien moulin avec roue à aubes, chute d'eau, lavoir, près de l'église.
- Grotte de la Vierge.

## Activité et manifestations
- L'Étoile sportive munevillaise fait évoluer deux équipes de football en divisions de district[39].
- Une course cycliste a lieu tous les ans à Muneville-le-Bingard.
- La fête nationale : moules-frites et feu d'artifice le 13 juillet de chaque année.

## Personnalités liées à la commune

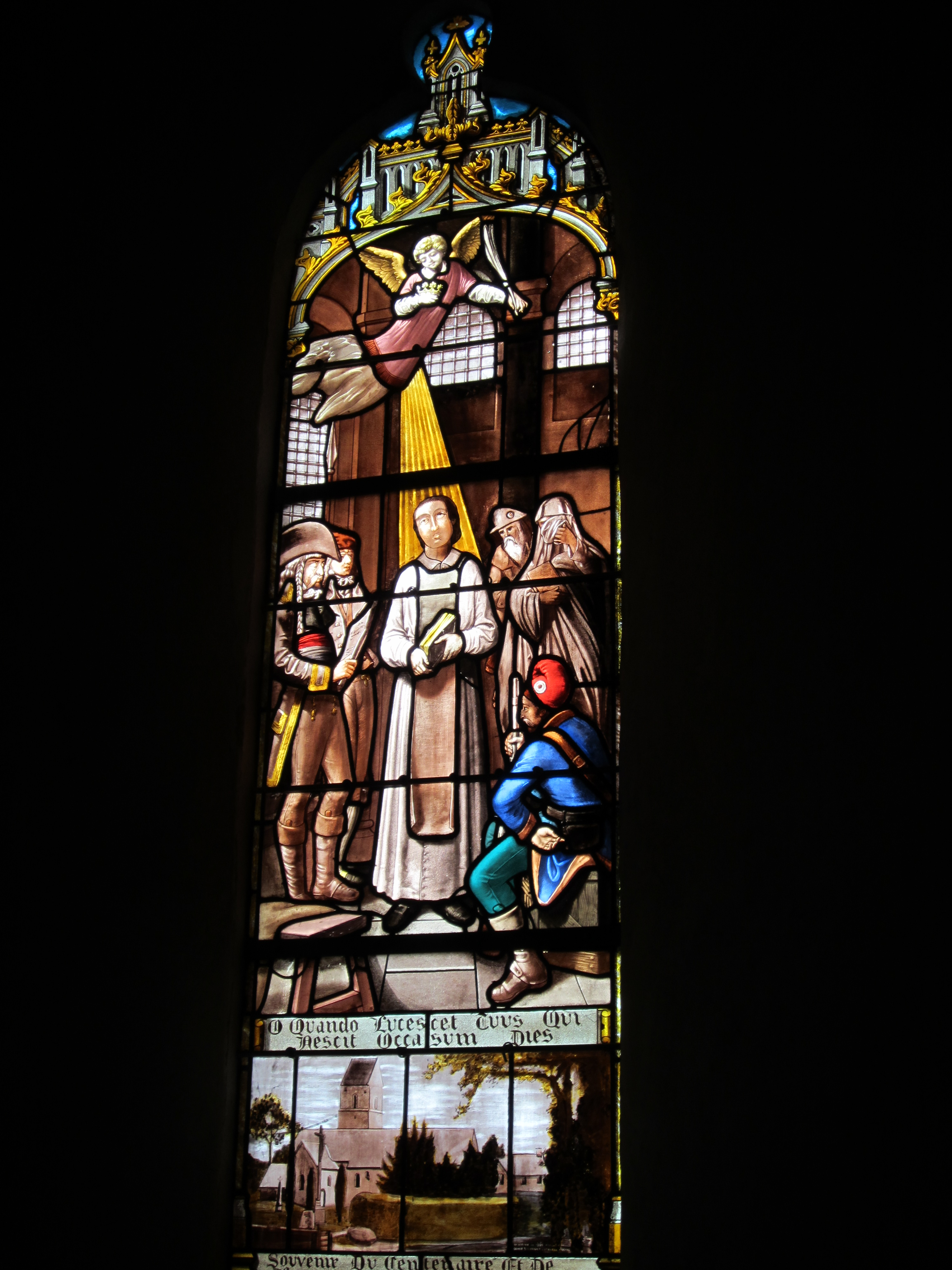
Vitrail dédié au père Toulorge, dans l'église Saint-Pierre.

- Pierre-Adrien Toulorge (1757 à Muneville-le-Bingard - 1793), chanoine prémontré, martyr de la Révolution française, béatifié en 2012.
- Franck Cotigny (né en 1967 à Coutances), conseiller technique national de la Fédération française de parachutisme et champion de France de parachutisme en 2000 à Strasbourg (vice-champion de France en 1994 à Royan), passe son enfance à Muneville-le-Bingard.
- Fabrice Adde (né en 1979), acteur, originaire de Muneville-le-Bingard. Il joue notamment dans The Revenant (2015) d'Alejandro González Iñárritu.